# Kim Ga-eun
Kim Ga-eun (hangeul: 김가은; Seul, 8 gennaio 1989) è un'attrice sudcoreana.

## Filmografia
- Style (스타일) – serie TV (2009)
- Dangdolhan yeoja (당돌한 여자) – serie TV (2010)
- Giant (자이언트) – serie TV (2010)
- Yeojadeul molla (여자를 몰라) – serie TV (2010)
- Dr. Champ (닥터챔프) – serie TV (2010)
- Yeo-in-ui hyanggi (여인의 향기) – serie TV (2011)
- Brain (브레인) – serie TV (2011)
- Balhyo gajok (발효가족) – serie TV (2011-2012)
- Nae sarang nabibu-in (내 사랑 나비부인) – serie TV (2012-2013)
- Jang Ok-jeong, sarang-e salda (장옥정, 사랑에 살다) – serie TV (2013)
- Neo-ui moksoriga deullyeo (너의 목소리가 들려) – serie TV (2013)
- Gamgyeok sidae: Tusin-ui tansaeng (감격시대: 투신의 탄생) – serie TV (2014)
- Gap-dong-i (갑동이) – serie TV (2014)
- Joseon chongjab-i (조선 총잡이) – serie TV (2014)
- Ilpyeondansim mindeulle (일편단심 민들레) – serie TV (2014-2015)
- Daebak (대박?) – serie TV (2016)
- Ibeon saeng-eun cheo-eum-ira (이번 생은 처음이라?) – serie TV (2017)
- Naneun gil-eseo yeon-yein-eul juwossda (나는 길에서 연예인을 주웠다?) – serie TV (2018)
- Kiss Sixth Sense (키스 식스 센스) – serie TV (2022)
- Under the Queen's Umbrella (슈룹?, SyurupLR) – serie TV (2022)
- King the Land - Un sorriso sincero (킹더랜드?) – serie TV (2023)
- The Potato Lab (감자연구소?) – serie TV (2025)

## Riconoscimenti
| Anno | Premio             | Categoria                                  | Opera                                      | Risultato   |
| ---- | ------------------ | ------------------------------------------ | ------------------------------------------ | ----------- |
| 2013 | Korea Drama Awards | Best New Actress                           | Neo-ui moksoriga deullyeo                  | Candidato/a |
| 2014 | Korea Drama Awards | Best New Actress                           | Neo-ui moksoriga deullyeo                  | Candidato/a |
| 2014 | KBS Drama Awards   | Excellence Award, Actress in a Daily Drama | Ilpyeondansim mindeulle                    | Candidato/a |
| 2014 | KBS Drama Awards   | Best New Actress                           | Ilpyeondansim mindeulle, Joseon chongjab-i | Candidato/a |